# Война Судного дня
Война Судного дня (также Октябрьская война, Арабо-израильская война 1973 года) — военный конфликт между коалицией арабских государств с одной стороны и Израилем с другой стороны, происходивший с 6 по 25 октября 1973 года.
Предпосылками конфликта стало желание Египта и Сирии вернуть территории, потерянные во время Шестидневной войны. 
Военный конфликт начался 6 октября 1973 года с совместной внезапной атаки арабской коалиции на израильские позиции в Судный день, широко отмечаемый в иудаизме день отдыха, поста и молитвы. Египетские и сирийские войска пересекли линию прекращения огня, попытавшись захватить Синайский полуостров и Голанские высоты. США и Советский Союз предприняли массированные поставки оружия своим союзникам, что поставило мир на грань конфронтации между двумя ядерными сверхдержавами.
Война началась с массового и успешного пересечения Египтом Суэцкого канала. Египетские силы пересекли линию прекращения огня, а затем практически без сопротивления продвинулись на Синайский полуостров. Через три дня Израиль мобилизовал большую часть своих сил и остановил египетское наступление, что привело к затишью в военных действиях. Сирийцы скоординировали свою атаку на Голанских высотах с египетским наступлением, и первоначально достигли угрожающих успехов на территории, удерживаемой Израилем. Тем не менее в течение трёх дней израильские силы отбросили сирийцев к довоенным линиям прекращения огня. После этого Армия обороны Израиля начала четырёхдневное контрнаступление в глубине Сирии. В течение недели израильская артиллерия начала обстрел окраин Дамаска, а президент Египта Анвар Садат начал беспокоиться о целостности своего главного союзника. Он считал, что захват двух стратегических перевалов, расположенных в глубине Синайского полуострова, укрепит его позиции во время послевоенных переговоров; поэтому он приказал египтянам перейти в активное наступление, но их атака была быстро отбита Израилем. Затем израильтяне контратаковали стык между двумя египетскими армиями, пересекли Суэцкий канал, а войдя в Египет, начали медленно продвигаться на юго-запад к городу Суэц в ожесточённых боях, в результате которых обе стороны понесли тяжёлые потери. 
22 октября Совет Безопасности ООН принял резолюцию 338 о немедленном прекращении огня.
Резолюция не была выполнена, причём каждая из сторон обвиняла в нарушении другую. К 24 октября израильтяне значительно улучшили свои позиции и завершили окружение Третьей армии Египта и города Суэц. Это событие привело к напряжённости в отношениях между Соединёнными Штатами и Советским Союзом, и 25 октября совместно было введено второе прекращение огня, чтобы положить конец войне. 
Война имела далеко идущие последствия. 

## Краткий обзор
Война готовилась долго и тщательно, начавшись с внезапной атаки египетских и сирийских войск во время иудейского праздника Йом-Кипур. Египетские и сирийские войска пересекли линии прекращения огня на Синайском полуострове и Голанских высотах и начали продвижение вглубь Израиля.
Внезапный удар принёс свой результат, и первые двое суток успех был на стороне египтян и сирийцев, но во второй фазе войны чаша весов начала склоняться в пользу Армии обороны Израиля — сирийцы были полностью вытеснены с Голанских высот, на Синайском фронте израильтяне ударили в стык двух египетских армий, пересекли Суэцкий канал (старую линию прекращения огня) и отрезали 3-ю египетскую армию от снабжения. Вскоре последовала резолюция ООН о прекращении огня.
Четвёртая арабо-израильская война имела далеко идущие последствия для многих наций. Так, арабский мир, униженный сокрушительным поражением в Шестидневной войне, несмотря на новое поражение, всё же почувствовал, что его гордость в некоторой мере восстановлена благодаря ряду побед в начале конфликта. Арабские страны — поставщики нефти применили меры экономического и политического воздействия на союзников Израиля: страны — члены ОПЕК ввели эмбарго на продажу нефти странам Западной Европы, а также повысили цену на сырую нефть втрое, что привело к нефтяному кризису 1973 года. Двадцать восемь стран Африки разорвали дипломатические отношения с Израилем.
Боевой опыт войны Судного дня привлёк внимание многих военных теоретиков как в западных странах, так и в Советском Союзе. Отталкиваясь от него, американскими военными кругами была выдвинута новая концепция стратегических оборонительных военных действий, которая была опубликована в 1976 году под названием «активная оборона». С другой стороны железного занавеса в 1974—1975 годах советская военная литература вела активное обсуждение роли противотанкового вооружения в тактических наработках войны Судного дня, что привело к перевороту в оперативном мышлении советского командования. На смену массированному танковому прорыву оборонительных рубежей пришла идея предварительного прощупывания обороны атаками мотострелков на всём протяжении линии боевого соприкосновения (см. разведка боем). Выявив таким образом слабые места, на них обрушивали удар всей мощи советских танковых резервов. Эта трансформация получила название «тактической революции» советской военной доктрины.

## Описание события

### Предпосылки конфликта
Война Судного дня явилась продолжением арабо-израильского конфликта — многолетней вражды, ставшей причиной многих боёв, сражений и войн, начиная с 1948 года. Во время Шестидневной войны в 1967 году Израиль захватил Синайский полуостров вплоть до Суэцкого канала, ставшего, таким образом, зоной прекращения огня, и примерно половину Голанских высот, ранее целиком принадлежавших Сирии, а также Западный берег реки Иордан и Сектор Газа.
Согласно высказыванию бывшего президента Израиля Хаима Герцога:

19 июня правительство национального единства Израиля единогласно проголосовало за возврат Синая Египту, а Голанских высот Сирии в обмен на мирные соглашения. Предполагалось, что Голаны должны были стать демилитаризованной зоной, и должно было быть принято специальное соглашение по вопросу пролива Эт-Тиран. Правительство также решило начать переговоры с королём Иордании Хусейном по вопросу определения восточной границы.

США должны были убедить арабских соседей Израиля принять это соглашение.
Согласно Ави Шлайму, американское руководство было проинформировано об израильском решении, но решение не было передано другой стороне конфликта. По крайней мере, нет никаких свидетельств о том, что правительства Египта и Сирии получили от США это предложение. Однако Реувен Педацур в своей статье 2010 года, приводя информацию о «секретном решении» израильского правительства, считает, что данное предложение было передано американцами Египту и Сирии, но было отвергнуто ими.
Так или иначе, официальным ответом на предложение израильского правительства стало решение, называемое «тремя „нет“»: нет миру с Израилем, нет признанию Израиля и нет переговорам с ним, принятое в августе 1967 года на арабском саммите в Хартуме, и в октябре 1967 года правительство Израиля отменило своё предложение.
Как таковая, «Война на истощение» (1967—1970) началась уже 1 июля 1967 года, когда Египет начал обстреливать израильские позиции около Суэцкого канала. 21 октября 1967 Египет потопил израильский эсминец «Эйлат», при этом погибло 47 человек. Несколько месяцев спустя египетская артиллерия начала обстреливать израильские позиции вдоль Суэцкого канала, а соединения стали устраивать засады израильским военным патрулям.
После принятия резолюции Совета Безопасности ООН 242 в ноябре 1967 года и в 1970 году международные посредники пытались способствовать установлению мира между враждующими сторонами.
В мае 1968 года, в результате «челночных переговоров» дипломата Гуннара Ярринга, Египет согласился выполнить резолюцию Совета Безопасности ООН 242 и заключить мир в обмен на предварительное полное отступление Израиля со всех занятых в ходе войны 1967 года территорий. Принимая эту резолюцию, Египет в первый раз безоговорочно признал существование Израиля и его право на существование в будущем. Взамен Египет выигрывал обязательство ООН вернуть Синай. Организация освобождения Палестины (ООП) отклонила резолюцию, поскольку в ней речь шла только о «беженцах», не рассматривая их право на самоопределение. Сирия охарактеризовала план Ярринга как «предательство Арафата и ООП».
Израиль отклонил миссию Ярринга как «бессмысленную», настаивая, чтобы переговоры предшествовали любой эвакуации. Он также возражал против поддержки Египтом ООП, чьей целью тогда было создание арабского государства на всей «освобождённой» территории Палестины. Насер в ответ заявил, что если Израиль отказывается поддержать резолюцию 242, в то время как Египет поддерживает её, то у него нет иного выбора, кроме как «поддержать храбрых борцов сопротивления, которые хотят освободить свою землю».
В конце июля 1970 года Египет принял решение поддержать мирный план американского государственного секретаря Уильяма Роджерса, предусматривавший немедленное прекращение огня и отступление Израиля с оккупированных территорий согласно резолюции Совета Безопасности 242. Сразу за Египтом Иордания заявила, что принимает «План Роджерса». ООП план Роджерса отклонила и продолжила операции против Израиля на сирийском, ливанском и иорданском фронтах.
Израильское правительство во главе с Голдой Меир план не приняло. В рамках противодействия плану впервые было мобилизовано произраильское лобби в США, чтобы оказать давление на администрацию Никсона. В ходе общественной кампании Роджерс был обвинён в «антисемитизме». Уже после принятия Менахемом Бегином мира с Египтом в 1978 году, Голда Меир заявила на заседании Центра партии Маарах, которой она руководила: «На этих условиях мне предлагали тоже заключить мир, но я отказалась».
В первые послевоенные годы Израиль построил линии укреплений на Голанских высотах и Синайском полуострове. В 1971 году Израиль потратил 500 миллионов долларов на постройку мощной линии укреплений на Синае, получившей название «линия Бар-Лева» в честь генерала Хаима Бар-Лева, спроектировавшего её. При этом основная доктрина Израиля всё ещё оставалась в наступлении, нежели в обороне. Так, на 1973 год, в 252-й и 143-й дивизиях (египетский фронт) предусматривалось 28 учений, из которых только 1 предусматривало оборону своей территории и остальные 27 наступление на чужую территорию. В то же время в 146-й и 210-й дивизиях (сирийский фронт) вообще не произошло ни одного «оборонительного» учения, были только «наступательные».
Буквально за два месяца до начала войны, министр обороны Израиля Моше Даян в интервью для израильских СМИ указывал что боевых действий в ближайшее время не будет:

Общий баланс сил в нашу пользу, и перевешивает все другие арабские соображения и мотивы, и ставит стоп на немедленное возобновление боевых действий… Наше военное превосходство вдвойне результат арабской слабости и нашей собственной силы. Их слабость проистекает из факторов, которые, как я полагаю, не получится быстро изменить.

Египетский президент Гамаль Абдель Насер умер в сентябре 1970 года. Его преемником в должности стал Анвар Садат, решивший в 1973 году воевать с Израилем и вернуть земли, утраченные в 1967 году.

### Соотношение сил и средств
| Силы и средства        | Израиль   | Арабские государства | Соотношение |
| ---------------------- | --------- | -------------------- | ----------- |
| Личный состав, человек | 415 000 * | 1 162 000            | 1:2,7       |
| Бригады:               | 33        | 63                   | 1:1,9       |
| пехотные               | 18        | 25                   | 1:1,4       |
| механизированные       | 3         | 15                   | 1:5         |
| бронетанковые          | 10        | 20                   | 1:2         |
| воздушно-десантные     | 2         | 3                    | 1:1,5       |
| Танки                  | 1700      | 3550                 | 1:2,1       |
| Орудия и миномёты      | 2520      | 5585                 | 1:2,2       |
| ПУ ПТУР                | 240       | 932                  | 1:3,9       |
| Боевые самолёты        | 561       | 1011                 | 1:1,8       |
| Вертолёты              | 84        | 197                  | 1:2,3       |
| ЗРК                    | 20        | 186                  | 1:9,3       |
| Корабли и катера       | 38        | 125                  | 1:3,3       |

* После всеобщей мобилизации.

### Военные действия

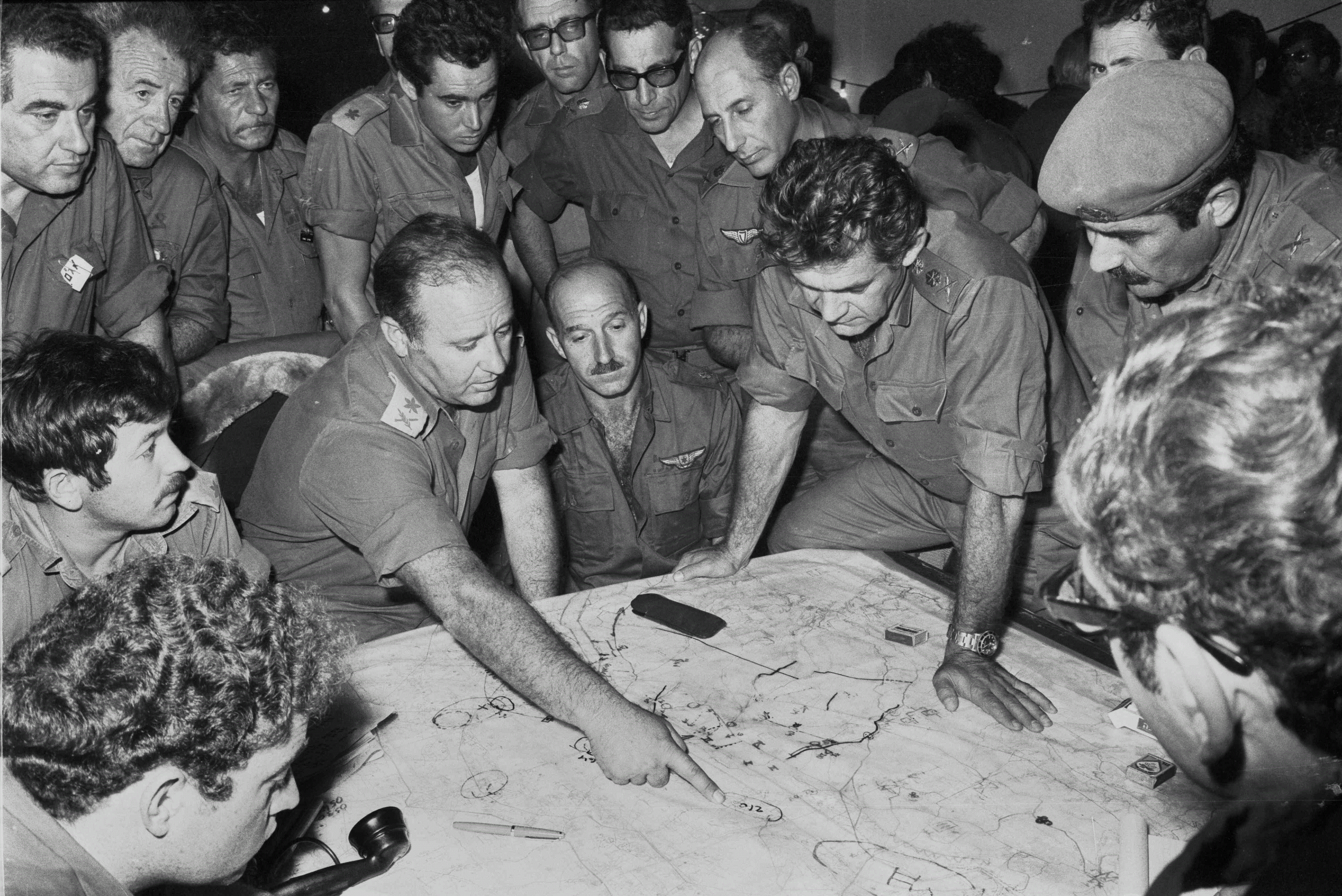
Командующий войсками Северного военного округа Израиля Ицхак Хофи (слева) докладывает начальнику Генерального штаба Давиду Элазару обстановку в первый день Войны Судного дня

Через полчаса после начала военных действий 6 октября (около 14:00 израильского времени) радио Дамаска и Каира практически одновременно объявили, что именно Израиль начал войну, а действия их армий являются лишь ответными операциями.

#### Синайский фронт, Египет

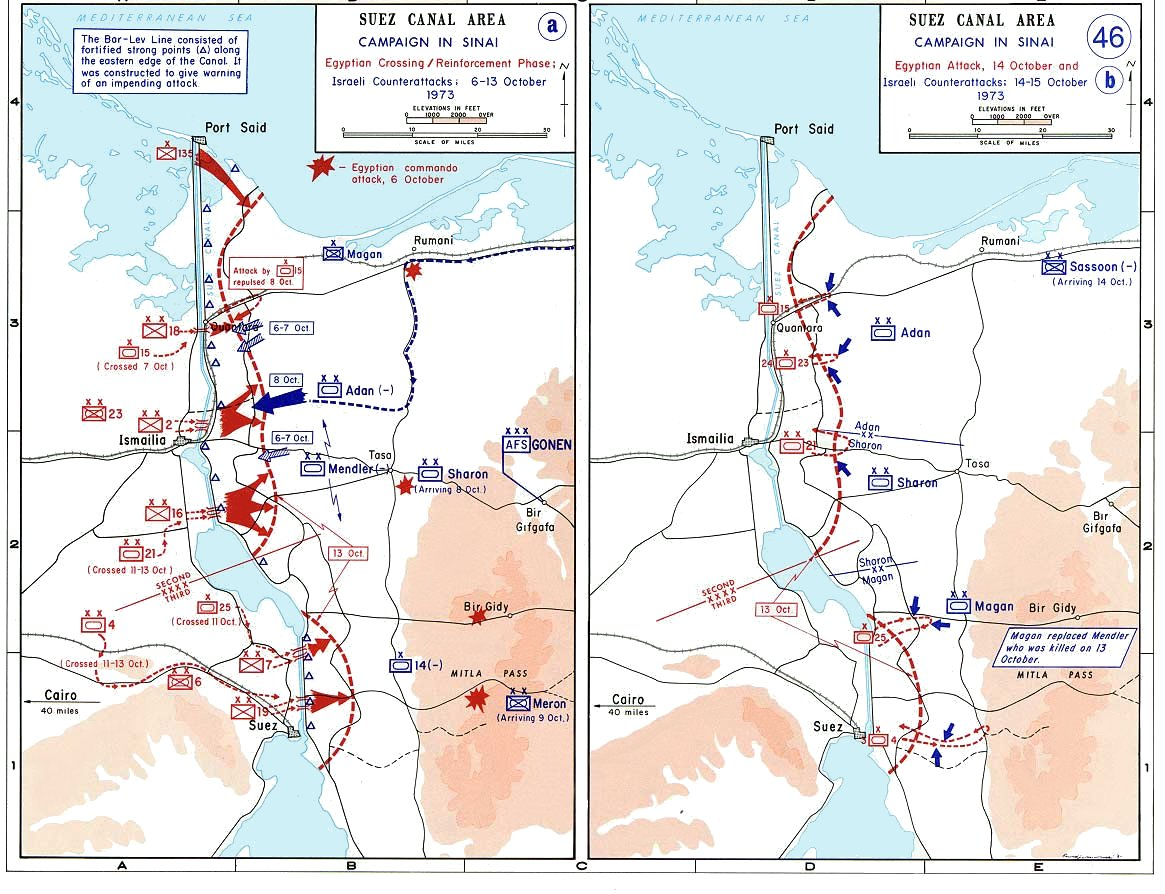
Боевые действия на синайском фронте с 6 по 15 октября.

Всего для проведения войны Египет задействовал 1600 танков, а Израиль на египетском фронте — не менее 1088 танков (в это число не включены танки, переброшенные с Голанских высот в ходе войны).
Силы сторон на 6 октября перед началом военных действий:
- Египет: пять пехотных дивизий, в том числе 100 000 солдат, из них в первой волне форсировали канал только 4000[40], 1350 танков (но не все они форсировали канал[41]) и 2000 орудий и тяжелых миномётов для нападения.
- Израиль: 450 солдат в 16 фортах по всей длине канала[уточнить], около 290 танков в трёх бригадах одной бронетанковой дивизии. Из них только одна бригада находилась в зоне предстоящих военных действий. Непосредственно у канала находились 3 танка и от 28[42] до 44[43] единиц артиллерии.[35]

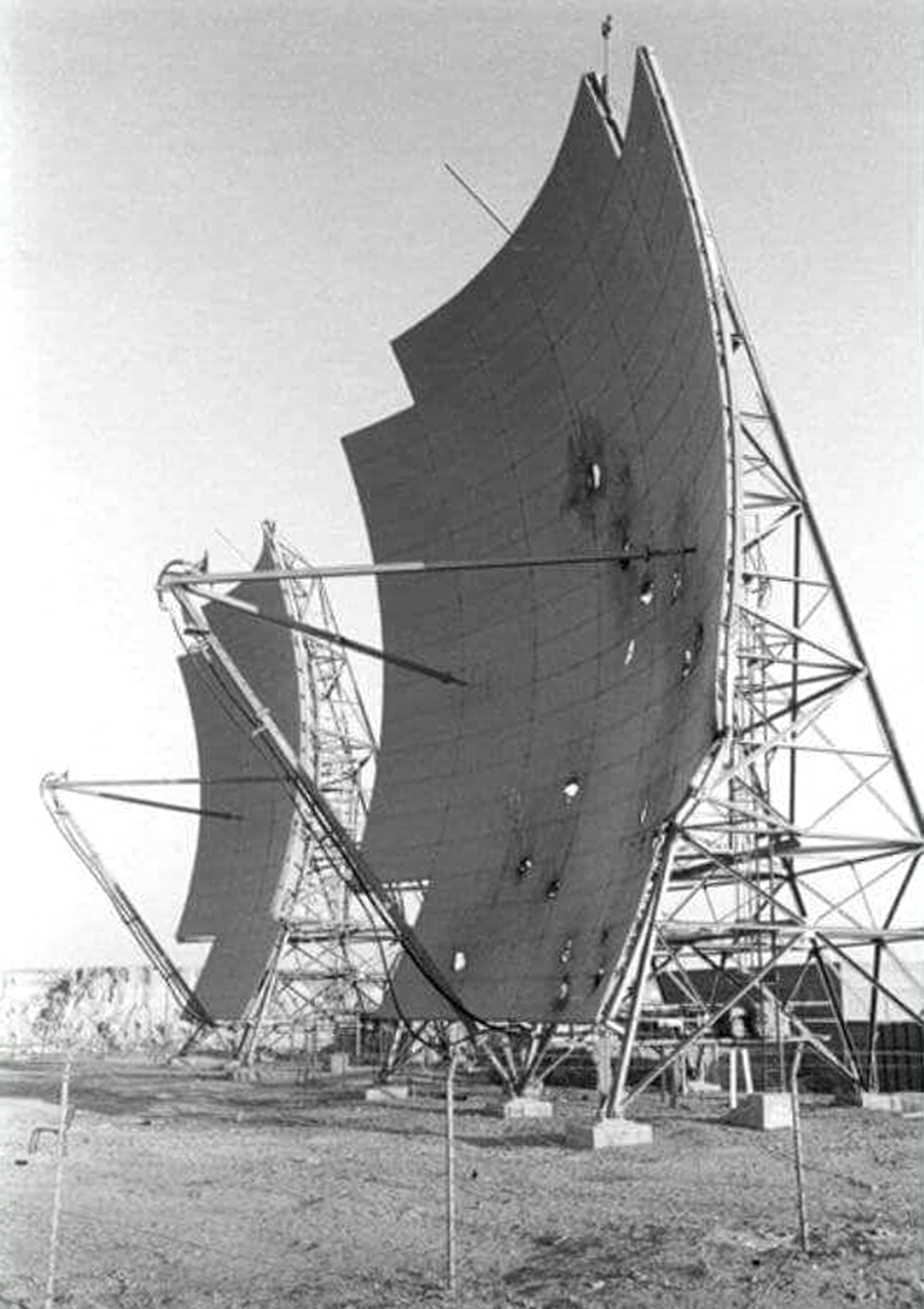
Выведенная из строя антенна израильской РЛС в Шарм-эш-Шейхе, поражённая египетской авиацией

Боевые действия в Синае начались с удара крылатыми ракетами египетских Ту-16. Следом за ними цели в Синае атаковали 216 египетских истребителей-бомбардировщиков. В результате удара на сутки и более было выведено из строя 3 израильских аэродрома, также были поражены 2 РЛС и 20 крупнокалиберных орудий, не считая менее значимых целей. 2000 артиллерийских орудий начали обстреливать израильские укрепления на линии Бар-Лева. Несколько десятков египетских вертолётов высадили десант в израильском тылу.
После пересечения Суэцкого канала высадившиеся на Синае египетские войска не продвигались вперёд слишком далеко, чтобы не выйти из зоны действия ракетных батарей ПВО, оставшихся по ту сторону канала, и не остаться, таким образом, беззащитными перед израильскими ВВС. Египтяне помнили, что в Шестидневную войну ВВС Израиля буквально разгромили неприкрытые с воздуха арабские армии, и не хотели повторения того же сценария. Вот почему после 1967 года Египет и Сирия начали массовую установку приобретённых в Советском Союзе зенитных батарей ПВО на территориях, примыкающих к линии прекращения огня. Против этих новых установок израильские ВВС были фактически бессильны, так как их самолёты не имели никаких средств для борьбы с этим видом ПВО.
Египетская армия приложила большие усилия для быстрого и эффективного прорыва израильской оборонительной полосы. На своём берегу канала израильтяне построили 18-метровые заграждения, сделанные, в основном, из песка. Изначально для преодоления такого рода препятствий египтяне пользовались взрывчаткой, пока один из молодых офицеров не предложил использовать для этой цели мощные водомёты. Идея понравилась командованию, и в ФРГ было куплено несколько мощных водомётов. Египетские войска использовали эти водомёты, и очень успешно, при пересечении Суэцкого канала: водомёты быстро размыли заграждения, трудности возникли только с самым южным участком.
Первым этапом форсирования Суэцкого канала была блокировка выпускных отверстий трубопроводов, ведущих к подземным резервуарам с горючей жидкостью[уточнить].
Чтобы отразить ожидаемую израильскую контратаку, египтяне оснастили первую волну своих наступающих войск беспрецедентным количеством переносных противотанковых установок: противотанковых гранатомётов РПГ-7 и более совершенных ПТУР «Малютка», позднее хорошо зарекомендовавших себя в отражении израильских танковых контратак. Каждый третий египетский солдат нёс на себе одно из противотанковых средств. Историк и журналист Авраам Рабинович пишет: «Никогда прежде противотанковые средства не использовались в бою столь интенсивно». Огневые позиции на египетской стороне также были перестроены: их сделали в два раза выше израильских позиций на противоположном берегу канала. Это дало египтянам важное преимущество: с новых позиций было очень удобно вести огонь по позициям израильтян, особенно по заезжающей на позиции бронетехнике. Масштаб и эффективность египетской стратегии размещения противотанковых средств в сочетании с невозможностью силами израильских ВВС осуществлять прикрытие своих войск (из-за множества батарей ПВО) явились причиной тяжёлых потерь, понесённых армией Израиля на Синайском фронте в первые дни войны.
К утру 7 октября на восточный берег была переброшена почти тысяча египетских танков. Израильская контратака 6-7 октября силами 252-й бронетанковой дивизии была успешно отбита с большими потерями для израильтян (к утру в дивизии осталось 103 исправных танка из 268, 345 человек личного состава дивизии было убито и пропало без вести). В течение дня египтянами были захвачены семь опорных пунктов линии Бар Лева — Оркаль-1, Оркаль-2, Оркаль-3, Дрора, Кетуба, Мифрекет и Литуф. Из их гарнизонов только 44 человека были эвакуированы, ещё 67 солдат были убиты и 38 попали в плен.
Контратака 8 октября силами 162-й и 143-й бронетанковых дивизий также не привели к успеху (только в сражении 460-й и 217-й бронетанковых бригад Израиля десятки израильских танков остались на поле боя). В течение дня египтянами были захвачены три опорных пункта линии Бар Лева — Милано, Лакекан и Мавзех. Из их гарнизонов 34 человека были эвакуированы, ещё 18 солдат были убиты и 29 попали в плен.
Утром 9 октября израильский посол и военный атташе сообщили госсекретарю США Генри Киссинджеру о выведении из строя в Синае от 400 до 500 египетских танков. Собственные потери в Синае израильтяне оценивали в 400 танков. 10 октября израильские самолёты-разведчики провели серию разведывательных вылетов над зоной боевых действий, было идентифицировано 759 боеспособных египетских танков и 148 подбитых. По данным начальника египетского генштаба Саад Эль Шазли, потери египетских танков лишь к 13 октября достигли 240 единиц.
За весь день 9 октября в ходе контратак Израиль потерял 80 танков выведенными из строя (50 танков потеряла 143-я дивизия, 18 потеряла 252-я дивизия и 12 потеряла 162-я дивизия). В течение дня египтянами были захвачены пять опорных пунктов линии Бар Лева — Хизайон, Пуркан, Матзмед, Ботзер и Нисан. Из их гарнизонов 71 человек были эвакуированы, ещё 24 солдата были убиты и 50 попали в плен.
После того, как египетское наступление остановилось, начальник израильского Генштаба Давид Элазар сменил командующего Южным фронтом: вместо Гонена, показавшего свою некомпетентность, он вернул на должность вновь мобилизованного Хаима Бар-Лева. Между тем, опасаясь, что смена командующего во время войны плохо скажется на моральном духе войск, Элазар оставил Гонена на южном фронте в должности начальника штаба при Бар-Леве.

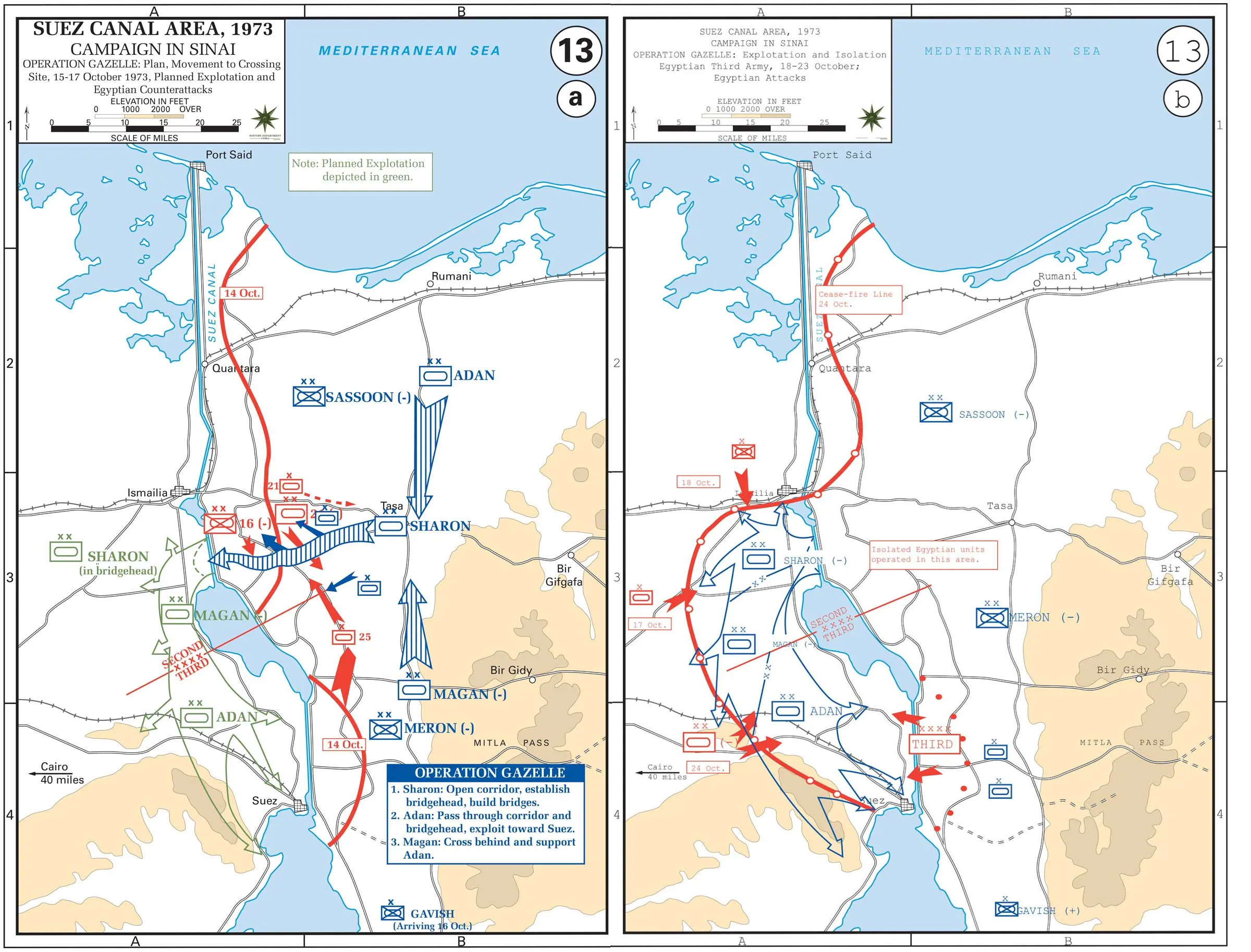
Боевые действия на синайском фронте с 15 по 24 октября

После нескольких дней ожидания Садат, желая улучшить положение сирийцев, отдал приказ своим генералам (в их числе Сааду Эль Шазли и министру обороны Ахмаду Исмаилу Али) готовить наступление. Генерал Саад Эль Шазли писал в своих мемуарах, что он выступал против этого решения и даже говорил Садату, что данное решение является опаснейшей стратегической ошибкой. По версии генерала, именно отстаивание этой позиции привело к тому, что его практически отстранили от командования. Египетское наступление началось 14 октября. «Наступление египтян, самое массовое со времён первого наступления в день Йом Киппур, оказалось совершенно неудачным, это был первый египетский промах с начала войны. Вместо того, чтобы, маневрируя, копить боевую мощь, она, за исключением броска через вади, была израсходована на лобовую атаку против готовых к ней израильских бригад. Потери египтян за тот день составили примерно 150—250 танков».
После провального наступления многие высшие офицеры Египта осудили Садата. Египетские офицеры указывали, что наступать надо было 10 октября, а не ждать 13-го, однако Садат не дал на это разрешения.
На следующий день, 15 октября, израильтяне начали операцию «Абирей-Лев» («Отважные») — контратаку против египтян и пересечение Суэцкого канала. Это наступление выявило полную смену тактики, которую произвели израильтяне, ранее всецело полагавшиеся на поддержку танков и авиации. Теперь израильские пехотинцы стали проникать на позиции египетских противотанковых батарей и батарей ПВО, бессильных против пехоты.
143-я бронетанковая дивизия, возглавляемая генерал-майором Ариэлем Шароном, атаковала египтян севернее Большого Горького озера, вблизи Исмаэлии. Израильтянам удалось найти слабое звено в обороне противника — на стыке 2-й египетской армии, находившейся севернее, и 3-й армии на юге. В течение трёх дней продлилось одно из самых жестоких танковых сражений в истории, крупнейшая танковая битва войны — «битва за Китайскую Ферму» (ирригационный проект на восточной стороне канала). Израильским войскам удалось прорвать оборону египтян и выйти на берега Суэца. Это сражение стало самым кровопролитным в истории конфликта. Небольшой отряд пересёк канал и начал наводку понтонного моста на том берегу. На протяжении 24 часов солдаты переправлялись через канал на надувных лодках без какой-либо дополнительной поддержки боевой техникой. Против египетской танковой угрозы солдаты были оснащены противотанковыми ракетами M72 LAW. К тому же теперь, когда противовоздушная и противотанковая обороны египтян были нейтрализованы, пехота могла снова рассчитывать на танковую и воздушную поддержку.
Перед войной, опасаясь того, что израильтяне захотят пересечь канал, страны Запада решили не продавать Израилю современные инженерные средства для наведения переправ и строительства мостов. Поэтому израильтянам пришлось отреставрировать устаревший понтонный мост времён Второй мировой войны, приобретённый на французской свалке старой военной техники. После того, как в ночь на 17 октября понтонный мост через Суэцкий канал был построен, 162-я дивизия Авраама Адана переправилась по нему на египетскую сторону. Переправа проходила под практически непрерывными атаками египтян, включая использование авиации, артобстрелов и ракет «земля-воздух». Несмотря на это, к утру на западный берег были переправлены 140 танков, при этом «несколько десятков танков» утонули в Суэцком канале. Переправленные танки начали быстро продвигаться на юг, чтобы отрезать 3-й египетской армии пути отступления и прервать пути её снабжения. В то же время дивизия выслала вперёд особые подразделения для уничтожения египетских батарей ПВО к востоку от канала. В ходе этих рейдов с 16 по 20 октября израильские танкисты уничтожили 25 зенитно-ракетных комплексов.
На 19 октября у израильтян было уже четыре наведённых понтонных моста. Под конец войны израильская армия была уже глубоко в тылу египтян.
Попытки отрезать снабжение 2-й и 3-й египетских армий атаками на Исмаилию и Суэц оказались неудачными; при атаке на Исмаилию был уничтожен израильский 87-й разведбатальон, которому до этого удалось найти брешь между египетскими армиями. При атаках на Суэц израильтяне понесли ещё большие потери и вынуждены были отойти из города. Ключевой мост, соединяющий Суэц с восточным берегом, уничтожить не удалось, снабжение 3-я армия продолжала получать в достаточном количестве. Генерал Бадави, на тот момент выполнявший обязанности командующего 3-й армией, приказал пересчитать и распределить ресурсы, что позволило создать запас продовольствия на 95 дней. Несколько попыток израильтян взять 3-ю армию напрямую с восточного берега были отбиты.
Битва за Суэц стала последним крупным сражением на Синайском фронте.
Соглашение о разъединении войск на Синайском полуострове было подписано на 101-м километре дороги Каир-Суэц.

#### Голанские высоты, Сирия

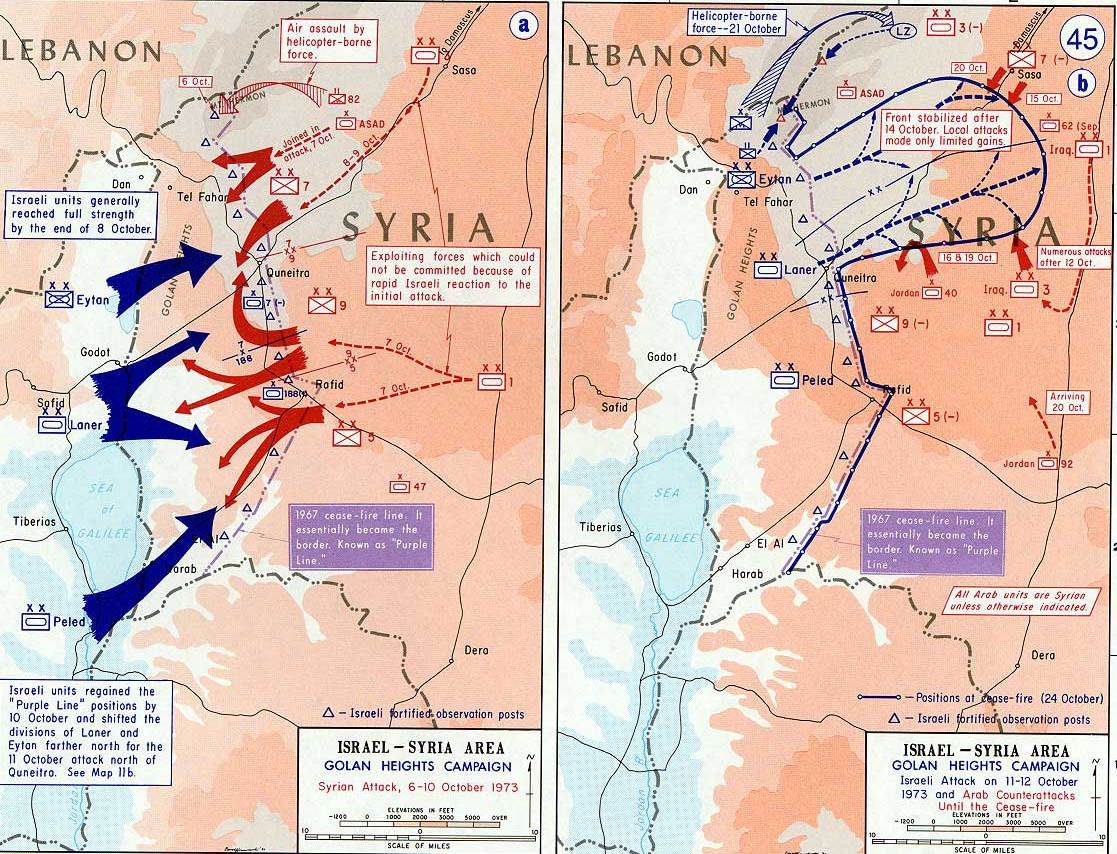
Боевые действия на сирийском фронте.

На Голанских высотах сирийцы атаковали израильские позиции, где размещались две бригады и одиннадцать артиллерийских батарей, силами трёх пехотных дивизий с приданными им танковыми подразделениями (в каждой дивизии по 180 танков) и большого количества артиллерийских батарей. К началу войны 180 израильских танков противостояли примерно 540 сирийским и марокканским (некоторые источники ошибочно указывают что Сирия в наступлении задействовала сразу все 1200 танков). Таким образом, все израильские танки находящиеся на плато, попали под первый удар. Кроме того, в самом начале боевых действий сирийцы вертолётным десантом высадили на горе Хермон группу коммандос, которая быстро захватила располагавшийся там мощный радар и систему укреплений. Удар сирийских ВВС прикрывали системы РЭБ «Смальта», которые полностью нейтрализовали угрозу израильских ЗРК HAWK. Потери ВВС Сирии за весь день 6 октября составили 4 самолёта.
Израильское командование уделяло особое внимание боям на сирийском фронте. Боевые действия на Синайском полуострове происходили достаточно далеко и поэтому не представляли для Израиля такой опасности, какую представляли для государства бои на Голанских высотах. Если бы израильская оборона на Голанах была прорвана, то сирийские войска через несколько часов без каких-либо помех оказались бы в самом центре страны. Призванные резервисты немедленно перебрасывались на сирийский фронт. Из-за тяжести создавшегося положения резервистов «прикрепляли» к танкам и посылали на фронт сразу же после призыва, не тратя время на создание «органичных экипажей» (постоянные экипажи резервистов), установку пулемётов на танках и регулировку танковых прицелов.

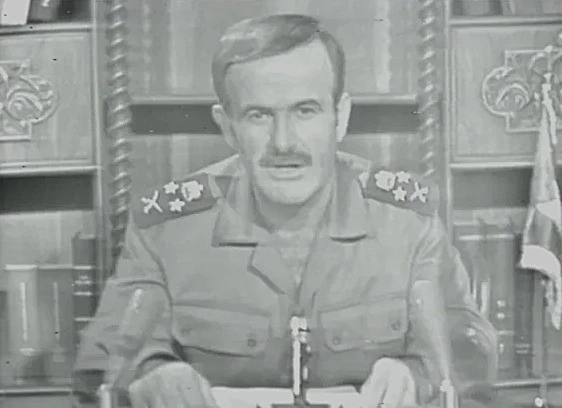
Президент Хафез Асад обьявляет войну Израилю в телевизионной речи от 6 октября

Так же, как и египтяне на Синае, сирийцы старались всё время оставаться под прикрытием своих ракетных батарей ПВО, и так же как и египтяне, сирийцы оснастили войска большим количеством противотанковых установок, применение которых однако оказалось не столь успешным из-за неровного холмистого театра военных действий.
Сирийцы ожидали, что переброска израильских резервистов займёт по меньшей мере сутки. Между тем, первые резервисты начали прибывать на Голанские высоты уже через 15 часов после начала войны. Сирийцы в свою очередь ввели в сражение две бронетанковые дивизии, первую 7 октября и вторую 8 октября.
По окончании первого дня войны сирийцы, на то время численно превосходящие израильтян в отношении 3:1, достигли определённого успеха. Часть сирийских сил (танковая бригада) после преодоления израильского противотанкового рва свернула на северо-запад и начала наступать по мало используемой дороге, называемой «нефтяной дорогой» (часть функционировавшего ранее трансаравийского нефтепровода), диагонально рассекающей Голанские высоты. «Нефтяная дорога» имела важнейшее стратегическое значение: от места сирийского прорыва израильских укреплений она вела к Нафаху — там находилось не только командование израильской дивизии, но и перекрёсток стратегически важных дорог. На протяжении четырёх дней боёв 7-я израильская бронетанковая бригада под командованием Авигдора Бен-Галя удерживала за собой цепь холмов на севере Голан между Кунейтрой и горой Хермонит, т. н. «Долину слёз». Эти холмы прикрывали с севера штаб дивизии в Нафахе. По некоторым до сих пор не установленным причинам сирийцы, которые были близки к захвату Нафаха, приостановили своё наступление в том направлении, позволив тем самым израильтянам укрепить свою линию обороны. Наиболее вероятным объяснением этого факта может являться то, что все планы наступления у сирийцев были просчитаны изначально, и те просто не захотели отходить от первоначального плана действий.
На юге Голан положение израильтян было намного хуже: 188-я бронетанковая бригада «Барак», занимающая позиции на местности, лишённой естественных прикрытий, несла тяжёлые потери. Командир бригады, полковник Ицхак Бен-Шохам, погиб на второй день боя вместе со своим заместителем и начальником оперативного отдела (каждый — в своём танке), когда сирийцы отчаянно рвались к озеру Кинерет и Нафаху. К этому моменту бригада прекратила функционировать как единое соединение, однако, несмотря на это, уцелевшие экипажи на своих танках продолжали вести бой в одиночку. Ночью с первого на второй день войны лейтенант Цвика Грингольд, только что прибывший на поле битвы и не прикреплённый ни к какому подразделению, сдерживал своим танком продвижение сирийской бригады, пока ему не прислали подкрепление.
«В течение 20 часов „отряд Цвики“, как он назывался по радиосвязи, меняя позиции и маневрируя, воевал с сирийцами — иногда один, иногда в составе более крупного отряда, меняя танки полдюжины раз, так как они выходили из строя из-за повреждений. Он был ранен и получил ожоги, но оставался в строю и постоянно появлялся в самый критический момент с самых неожиданных направлений, меняя, таким образом, ведение боя.»
За свои действия Цвика Грингольд был награждён высшей воинской наградой Израиля — медалью «За героизм».
Ситуация на Голанском плато начала коренным образом меняться после того, как начали прибывать резервисты. Прибывающие войска смогли затормозить, а потом, начиная с 8 октября, остановить сирийское наступление. Небольшие по размеру, Голанские высоты не могли служить в качестве территориального буфера, как Синайский полуостров на юге, но они показали себя серьёзным стратегическим укреплением, не позволявшим сирийцам подвергнуть бомбардировке израильские населённые пункты, находящиеся ниже. К среде 10 октября последняя сирийская боевая единица была вытеснена за Пурпурную линию, то есть за предвоенную линию прекращения огня.

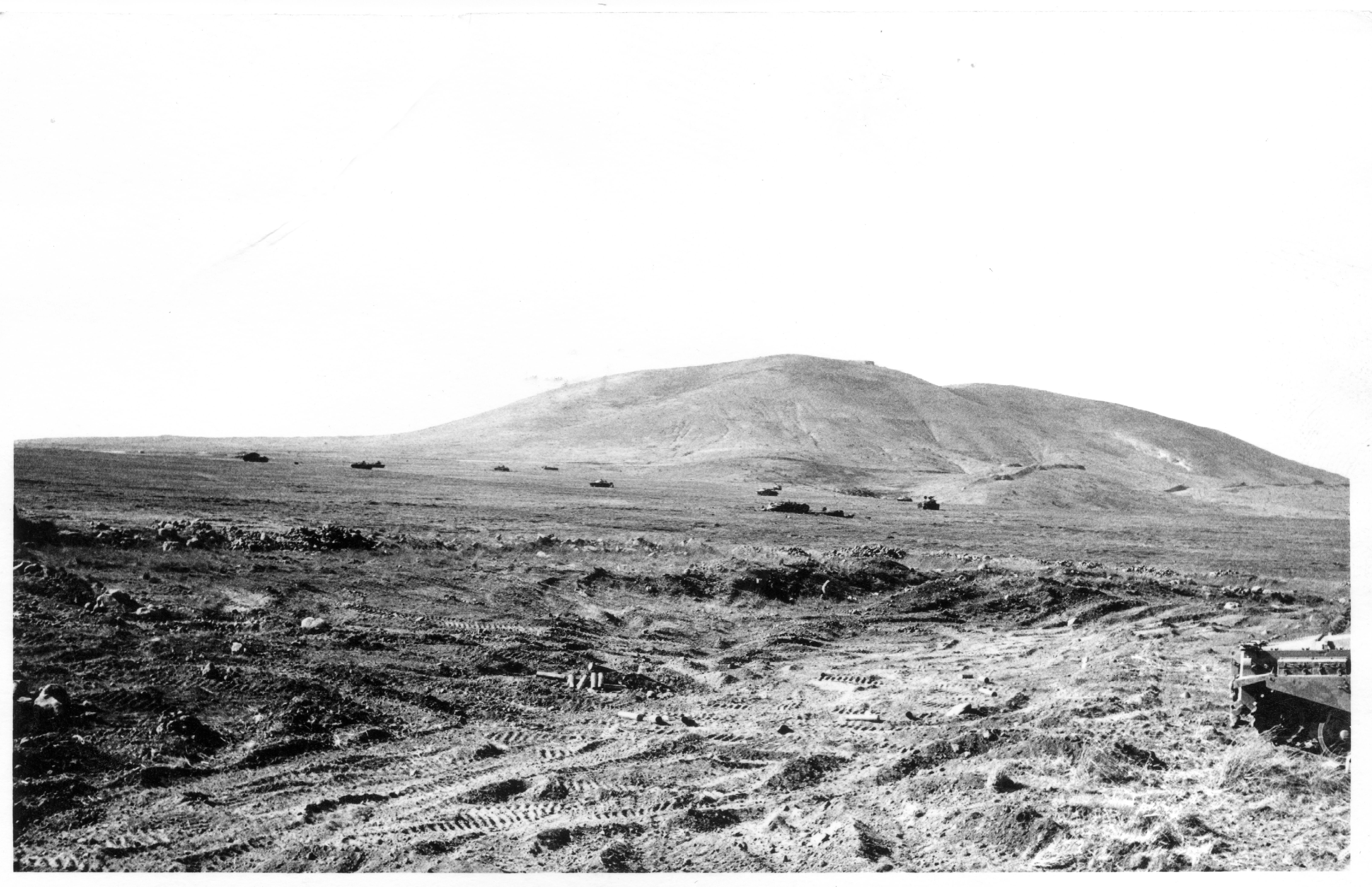
Танковое сражение в «Долине слёз»

9 октября израильские ВВС начали наносить удары по главным стратегическим объектам Сирии, в этот же день «был разгромлен сирийский генштаб». Жертвами авианалёта стали 26 гражданских и ещё 117 получили ранения.
Теперь израильтянам предстояло решить — продвигаться ли вперёд, то есть, идти в наступление на сирийской территории, или остановиться на границе 1967 года. Весь день 10 октября израильское командование обсуждало этот вопрос. Многие военные стояли за прекращение наступления, так как это, на их взгляд, позволило бы перебросить многие боевые части на Синай (двумя днями ранее произошло поражение Шмуэля Гонена в районе Хизайон). Другие поддерживали наступление на сирийской территории в направлении Дамаска: этот шаг выбивал бы Сирию из войны и укрепил бы статус Израиля как региональной сверхдержавы. Противники наступления возражали, что на сирийской территории есть множество мощных оборонительных укреплений — противотанковых рвов, минных полей и ДОТов. Поэтому, говорили они, в случае, если сирийцы возобновят атаки, будет удобнее обороняться, используя преимущества Голанских высот, чем на равнинной сирийской местности. Точку в споре поставила премьер-министр Голда Меир: «Переброска дивизии на Синай заняла бы четыре дня. Если бы война окончилась в это время, то она окончилась бы территориальными потерями Израиля на Синае и без какого-либо преимущества на севере — то есть, полным поражением.» Это решение явилось политической мерой, и её решение было твёрдым — перейти Пурпурную линию. Наступление было запланировано на следующий день, четверг, 11 октября.
С 11 по 14 октября израильские войска продвинулись вглубь сирийской территории, и ценой потери более 100 танков захватили территорию площадью 32 км². С новых позиций тяжёлая артиллерия уже могла обстреливать Дамаск, находящийся в 40 км от фронта.
Посланные Ираком войска (эти дивизии оказались неприятным стратегическим сюрпризом для израильтян, которые ожидали, что будут оповещены разведкой о подобных перемещениях с точностью до суток) атаковали выступающий южный фланг израильтян, вынудив последних отступить на несколько километров, чтобы избежать окружения. 12 октября в ходе танкового боя 50 иракских танков были уничтожены, остальные под прикрытием артиллерии отступили в беспорядке на восток. В этот же день в сирийском тылу северо-восточнее Дамаска была уничтожена колонна иракской армии.
Контратаки сирийских, иракских и иорданских войск приостановили продвижение израильской армии, но не смогли выбить израильтян из захваченного района Башан.
22 октября после серьёзных потерь от огня укрепившихся сирийских снайперов, бойцы бригады Голани и коммандос Сайерет Маткаль отвоевали радар и укрепления на горе Хермон.

#### Война на море

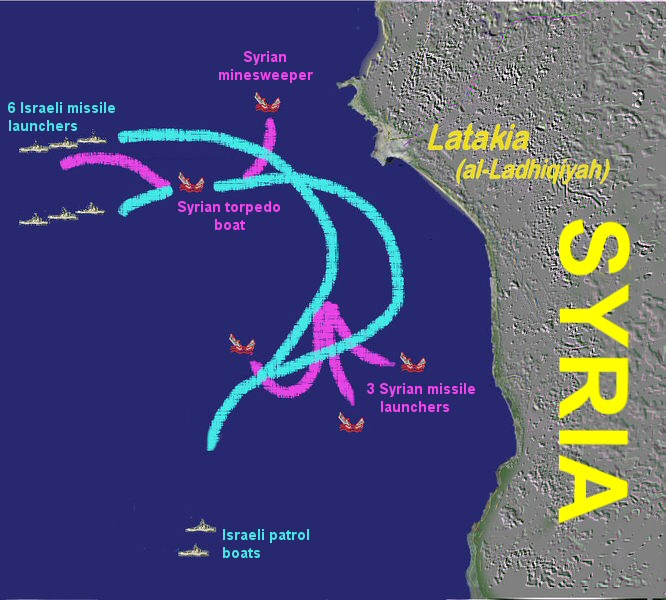
Диаграмма битвы при Латакии

Морской бой при Латакии — сравнительно небольшое, но во многом революционное морское сражение, состоялась 7 октября, на второй день войны. Это было первое в мире сражение между ракетными катерами, оснащёнными противокорабельными ракетами. Результатом боя стала победа израильского флота (были уничтожены 3 ракетных катера, 1 торпедный катер и 1 тральщик без потерь со стороны израильтян), также была доказана состоятельность такого вида оружия, как небольшие ракетные катера, оснащённые средствами радиоэлектронной защиты. Новейшие эффективные средства РЭБ свели на нет устаревшие[уточнить] вооружения арабских ВМФ (за время конфликта, вследствие этого противодействия, ни одна из 54 выпущенных арабами ракет П-15 «Термит» цель не поразила).
Битва также подчеркнула престиж ВМС Израиля, долгое время считавшихся «тёмной лошадкой» израильской армии, и выделила их значение как независимой и эффективной силы. Из-за этого и некоторых других сражений сирийский и египетский флоты в течение всей войны не покидали своих средиземноморских баз, оставив таким образом израильские морские коммуникации открытыми.
В ночь на 9 октября произошёл морской бой между отрядами торпедных катеров Израиля (5 катеров) и Египта (4 катера). Сочетая постановку радиоэлектронных помех с маневрированием, израильтяне потопили 3 катера, потеряв 1 свой.

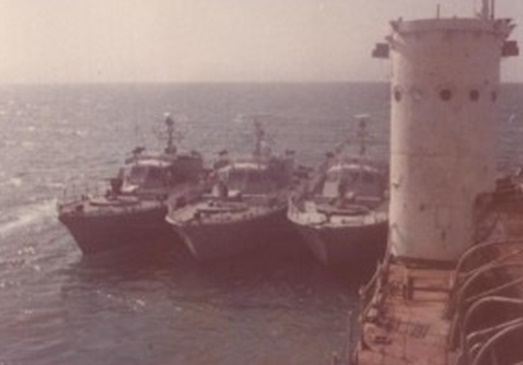
Израильские сторожевые катера «Дабур»

В ходе сражений сирийские военные катера маневрировали между гражданскими судами. В результате, в ночь на 11 октября близ Латакии были также потоплены греческий транспортный корабль Tsimentarchos, 2 греческих моряка было убито и 7 ранено, и японский торговый корабль Yamashiro Maru, пострадавших не было.
В ночь с 11 на 12 октября израильские ракетные катера атаковали порт Тартус, потопив два сирийских ракетных катера класса «Комар». В ходе атаки был ошибочно обстрелян и позднее затонул советский теплоход «Илья Мечников». Принесенные Израилем извинения советским руководством приняты не были. Катера выпустили 5 ПКР, только 2 из них попали, но это вызвало сильный пожар на борту судна, к счастью никто не пострадал.
21 октября в Суэцком канале ракетами с израильских самолётов был потоплен транспортный корабль США SS African Glen (водоизмещение 6214 тонн) из состава «жёлтой флотилии».
Менее успешными оказались попытки прорыва израильским флотом египетской блокады Красного моря. Израиль не обладал на Красном море необходимым для прорыва количеством ракетных катеров. Впоследствии армейское руководство сожалело о своей тогдашней непредусмотрительности.
Египтяне проводили минирование транспортных путей израильского флота. 25 октября, в первый день после объявления перемирия, на мине подорвался израильский танкер Sirius (водоизмещение 42 тыс. тонн) и затонул. Буксир, направленный для спасения танкера, также подорвался на мине и затонул. Танкер Sirius стал самым большим судном, потопленным в ходе арабо-израильских войн. 10 ноября в районе Ат-Тур на египетской мине подорвался танкер The Cyrenia (водоизмещение 2 тыс. тонн), корабль остался на плаву.
По данным WSEG (Weapons Systems Evaluation Group) Израиль в ходе войны безвозвратно не потерял ни одного боевого корабля или катера. В то же время в отчёте ЦРУ на 16 октября говорится о потере четырёх израильских кораблей. 17 октября был потерян израильский подводный аппарат вместе с экипажем. Несколько израильских сторожевых катеров «Дабур» выходили из строя от египетского огня, ещё двум ракетным катерам «Саар» потребовался серьёзный ремонт так как они сели на мель. Все эти катера были отремонтированы. Потери личного состава ВМФ Израиля в войне составили 4 моряка убитыми и 24 ранеными.
Американские источники по оценке количества египетских потерь очень сильно расходятся. По одним данным ЦРУ на середину войны египетские потери составляли 20—26 единиц класса — корабль. В другом отчёте WSEG, но опубликованном тем же ЦРУ, потери ВМС Египта за всю войну составили лишь 6 единиц, причём все были класса — катер.
Ещё несколько раз за время войны израильский флот предпринимал небольшие рейды по египетским портам, в этих операциях участвовали коммандос 13-й флотилии. Целью рейдов было уничтожение лодок, используемых египтянами для переброски собственных коммандос в тыл Израиля. При этом 13-я флотилия потеряла один подводный аппарат и по меньшей мере двух бойцов. В целом, эти действия имели небольшой эффект и мало отразились на ходе войны.

#### Война в воздухе
Согласно Б. И. Духову, по итогам войны израильская авиация от наземных средств ПВО потеряла 140 самолётов, более 100 самолётов получили серьёзные повреждения, но сумели произвести посадку на своей территории. По его мнению, серьёзные потери авиации заставили израильское командование отказаться от наступательных действий.
Согласно Хаиму Герцогу, несмотря на потерю около 50 истребителей в первые три дня войны, ВВС Израиля продолжали атаки противника. В воздушных боях за всю войну были сбиты 334 арабских самолёта, и лишь египтянам удалось сбить 5 израильских самолётов. Всего же, по данным Герцога, Израиль потерял 102 самолёта, а Египет и Сирия потеряли 514 самолётов, из которых 58 они сбили сами.
По данным журнала ВКО арабские потери от «дружественного огня» были выше — 83 ЛА, а потери арабской авиации в воздушных боях были намного ниже и составили 128 самолётов и вертолётов. Потери израильтян в воздушных боях по этому источнику составили 55 сбитых ЛА.
Часть серьёзно повреждённых летательных аппаратов не подлежала восстановлению и была списана, ВВС Израиля списали 20 самолётов. Например, три истребителя «Мираж» не подлежали ремонту после полученных в воздушных боях повреждений.
В ходе войны произошло несколько инцидентов воздушных боёв между дружественными самолётами. Например, у египтян был случай, когда тяжёлый ракетоносец крылатой ракетой сбил свой истребитель «Мираж 5» прикрытия. У израильтян истребитель F-4 «Фантом» во время возвращения после нанесения удара был неверно опознан и сбит своими истребителями.
Боевые самолёты ВВС Израиля совершили в ходе войны 11 233 боевых вылета. Беспилотные самолёты совершили 42 боевых вылета. Потери БПЛА в ходе войны составили 31 единицу, причём по меньшей мере один был сбит огнём истребителя. Некоторое количество вылетов совершили разведывательные и транспортные самолёты и вертолёты.
У арабской стороны только египетские и сирийские самолёты МиГ-21 совершили более 11 380 боевых вылетов.

#### Участие других государств
Арабские страны
Кроме Египта, Сирии и Ирака некоторые другие арабские страны участвовали в войне, предоставляя финансирование и поставляя оружие. Полная сумма, в которую вылилась эта поддержка, до сих пор не установлена.
Ирак послал на Голаны свои экспедиционные силы в составе 30 000 солдат, 500 танков и 700 бронетранспортёров.
Саудовская Аравия и Кувейт предоставили финансовую помощь и послали некоторое количество войск для участия в конфликте. Марокко послало на фронт экспедиционный корпус «Марокканский экспедиционный корпус защиты арабской родины» из трёх бригад под командованием генерала Абд аль-Слам Амер аль-Зафарири. Тунис послал на войну около 1000 солдат, которые воевали вместе с египтянами в дельте Нила. Пакистан послал на фронт шестнадцать пилотов. В рядах арабских войск также было много палестинцев.
Алжир направил для борьбы с Израилем экспедиционный корпус, включавший 59 самолётов (МиГ-21, Миг-17, Су-7), пехотный взвод и бронетанковую бригаду (приблизительно с 19 артиллерийскими орудиями). Алжир также сыграл очень важную роль, отправив свой 8-й пехотный механический полк для боевых действий на египетском фронте. Всего насчитывалось почти 2100 солдат, 815 унтер-офицеров и 192 офицера. Судан послал 3500 солдат.
С 1971 по 1973 годы Ливия поставляла Египту истребители «Мираж», а также оказала помощь в размере 1 млрд долларов на подготовку к войне.
СССР и страны союзники
СССР уже 7 октября 1973 года начал доставлять оружие и снаряжение в Египет и Сирию морем, а 10 октября 1973 года начались поставки по воздуху. Для обеспечения безопасности советских транспортов был сформирован отряд советских боевых кораблей, которые конвоировали транспорты. В Средиземное море также были направлены советские подлодки.
Затем к берегам Египта была направлена группа советских военных кораблей с десантом на борту. Его предполагалось высадить в Порт-Саиде, организовать оборону этого города и не допустить его захвата израильскими войсками до прибытия воздушно-десантной дивизии из СССР. Однако при входе эскадры в Порт-Саид поступил приказ об отмене операции.
Кроме того, в Египет была направлена группа советских лётчиков, которые на «МиГ-25» проводили аэрофоторазведку.
СССР поставил арабской стороне конфликта большое количество зенитно-ракетного вооружения: ЗРК «Квадрат», ПЗРК «Стрела-2», зенитную артиллерию.
Куба также послала в Сирию приблизительно 3000 солдат, включая экипажи танков.
ГДР направила в Сирию 12 полностью оснащённых боевым вооружением истребителей-перехватчиков МиГ-21М. Машины в разобранном состоянии вместе с немецкими военнослужащими, 22 октября были переброшены советскими самолётами Ан-12 в Венгрию. 28 и 29 октября, в Сирии самолёты были переданы советским военным инструкторам, после чего все военнослужащие ГДР вернулись на родину и никакого участия в боях они не принимали.

### Прекращение огня и окончание конфликта
В Москву прибыл госсекретарь США и советник президента США по национальной безопасности Генри Киссинджер. С 20 по 22 октября он вёл переговоры с советской стороной, в результате чего был выработан проект резолюции Совета Безопасности ООН, принятой 22 октября за номером 338. Резолюция предусматривала немедленное прекращение огня и всех военных действий с остановкой войск на занимаемых ими 22 октября позициях; воюющим государствам предлагалось «начать немедленно после прекращения огня практическое выполнение резолюции 242 (1967) Совета Безопасности от 22 ноября 1967 года во всех её частях». Согласно одним источникам, Египет и Израиль 22 октября приняли условия Резолюции, Сирия, Ирак, и, практически, Иордания — нет.
Согласно другим — Египет принял резолюцию, Израиль продолжил боевые действия.
24 октября советское руководство предупредило Израиль «о самых тяжёлых последствиях» в случае его «агрессивных действий против Египта и Сирии». Одновременно Леонид Брежнев послал Ричарду Никсону срочную телеграмму, в которой заверил американскую сторону, что в случае её пассивности по урегулированию кризиса СССР столкнётся с необходимостью «срочно рассмотреть вопрос о том, чтобы предпринять необходимые односторонние шаги». Была объявлена повышенная боеготовность 7 дивизий советских воздушно-десантных войск. В ответ в США была объявлена тревога в ядерных силах.
После этого израильские войска прекратили наступление и 25 октября состояние повышенной боевой готовности в советских дивизиях и американских ядерных силах было отменено.

## Итог войны
На момент окончания конфликта израильские боевые подразделения находились в 100 км от Каира, 3-я египетская армия была окружена. По некоторым данным, Дамаск мог обстреливаться израильской артиллерией[какой?] с линии фронта, находившейся в 40 км от него.
Согласно ряду источников, война закончилась военной победой Израиля. Некоторые источники при этом отмечают, что ни египетская, ни сирийская армия не были разгромлены.
18 января 1974 года на 101-м километре шоссе Каир — Суэц, в присутствии американской делегации, египетские представители подписали с израильтянами соглашение о разъединении войск. Израиль отводил свои войска на 32 км от Суэцкого канала. 31 мая аналогичное соглашение, но уже при посредничестве СССР и США, подписали Израиль и Сирия. Сирии возвращалась часть Голанских высот с Кунейтрой на условиях демилитаризации и размещения здесь войск ООН.
31 мая 1974 года по инициативе США между Израилем и Сирией было подписано Соглашение о разъединении. В регион были введены Чрезвычайные вооружённые силы ООН и созданы Силы по наблюдению за разъединением. Позже, 26 июня, в городе прошли массовые празднования в присутствии президента Хафеза Асада, который позже торжественно поднял флаг над городом.

## Последствия конфликта

### Потери сторон
Израиль

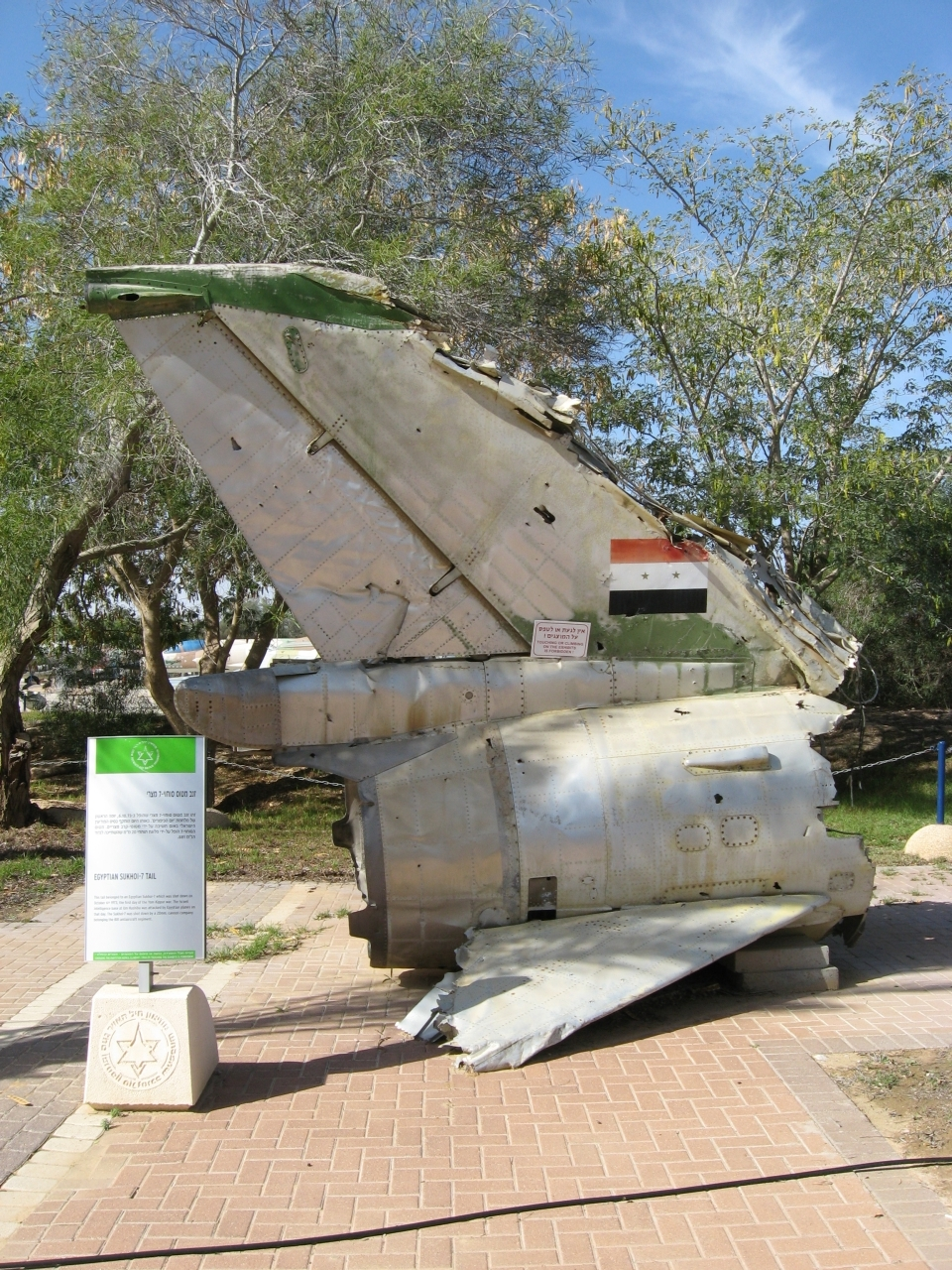
Обломки египетского Су-7, сбитого 6 октября 1973 при атаке израильской базы в Ум-Хашибе. Музей ВВС Израиля, Хацерим

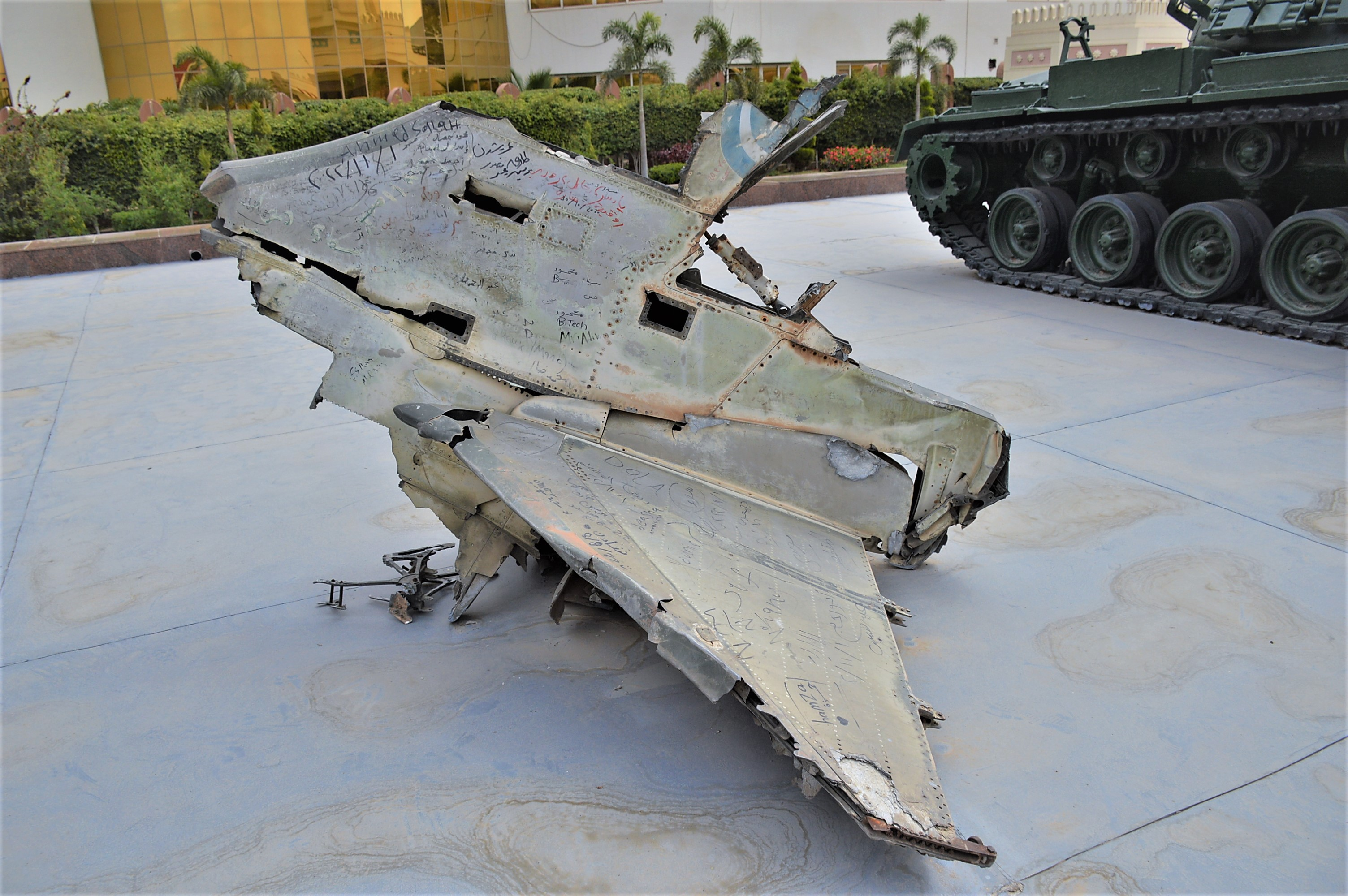
Обломок хвостового оперения израильского самолёта Douglas A-4 Skyhawk. Музей «Панорама Октябрьской войны», Каир

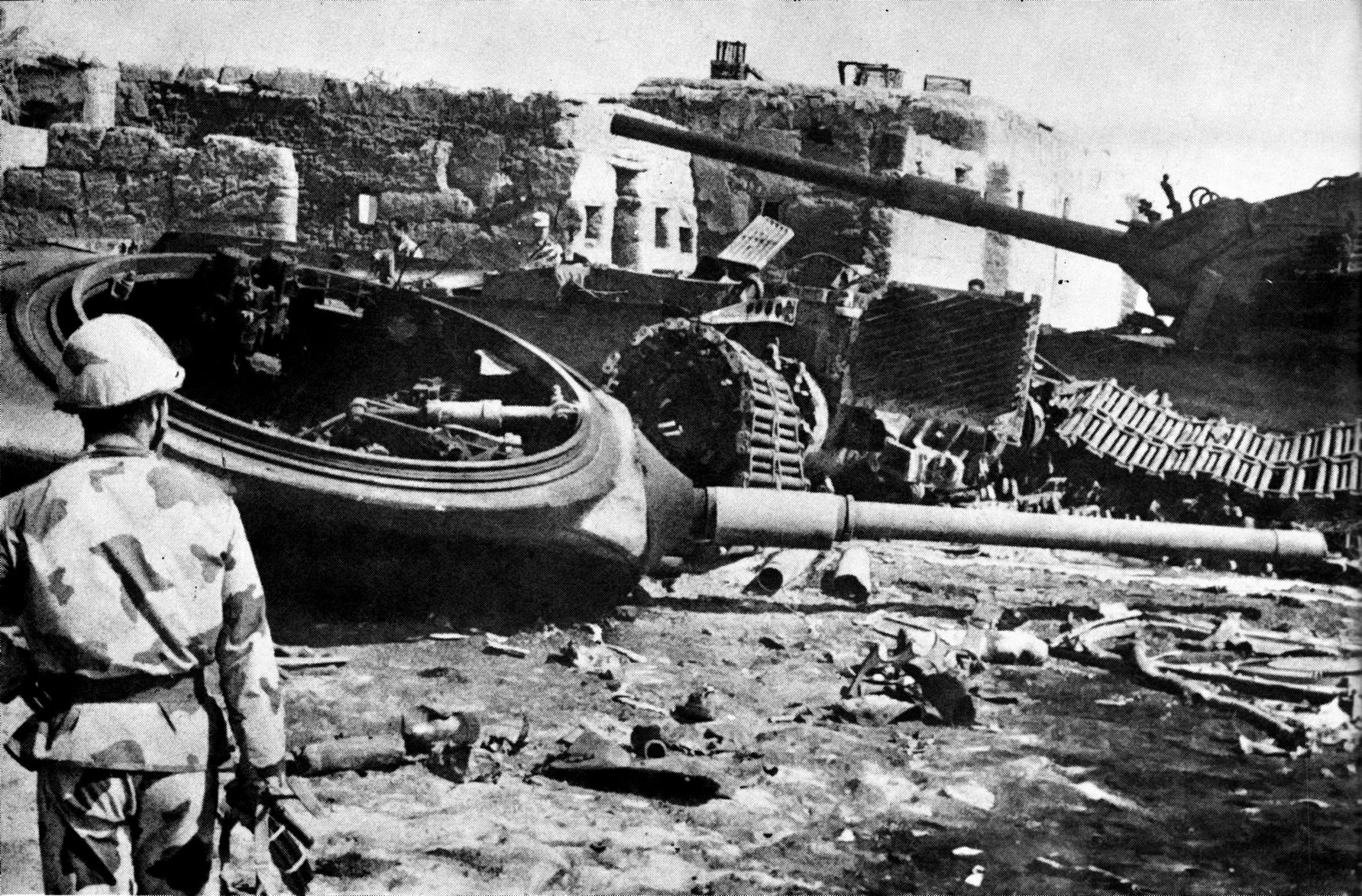
Уничтоженные израильские танки возле египетского города Исмаилия

Потери Израиля в технике: от 109 до 120 самолётов и вертолётов сбито или разбилось, ещё около 20 было списано из-за повреждений, 15 или 31 БПЛА.  Безвозвратные потери бронетехники составили 540 танков и 265 БТР на южном фронте и 300 танков и 135 БТР на северном фронте. Было выведено из строя 112 израильских крупнокалиберных орудий от 100-мм и выше. Израильский флот потерял 1 танкер, 1 буксир и 1 боевой подводный аппарат, ещё несколько боевых катеров было повреждено.
За войну Судного дня Израиль потерял 2522—3020 убитыми, 7500—12 000 ранеными, 326—530 человек попало в плен. По арабским заявлениям Израиль потерял 8000 человек погибшими и 20 000 ранеными.
По соглашению об обмене пленными Израилю удалось вернуть пленных, многие вышли оттуда инвалидами.
Людские потери Израиля по данным Пьера Рэзокса составили: египетский фронт — 2082 убитых, 4555 раненых и 257 пленных, сирийский фронт — 938 убитых, 3580 раненых и 69 пленных. Количество убитых включает умерших от ран, пропавших без вести и не найденных.
В ходе войны были убиты и взяты в плен ряд высокопоставленных израильских офицеров. В плен были взяты подполковник Асаф Ягури (8 октября), подполковник Амнон Арад (11 октября), подполковник Аврахам Ланир (13 октября), подполковник Гури Пальтер (18 октября), подполковник Моше Бартов (20 октября).
Погибли: генерал-майор Адам Мандлер (252-я ТД), полковник Ицхак Бен-Шохам (188-я ТБ), полковник Лев Арлазор (110-я АЭ), подполковник Йов Васпи (39-й ТБ), подполковник Эхуд Шелах (116-я АЭ), подполковник Амнон Римон (п-е 679-й ТБ),подполковник Давид Исраэли (188-я ТБ), подполковник Бен-Зион Кармели (87-й РТБ), подполковник Эхуд Ханкин (п-е 69-й АЭ), подполковник Мишулам Рэйтс (71-й ТБ), подполковник Яков Шахар (12-й ПБ), подполковник Тувиа Торен (125-й ТБ), подполковник Шауль Шалев (184-й ТБ), подполковник Эгози (91-й МБ), подполковник Уриэль Кедар (270-й РАД) и др.
Несколько образцов трофейной западной техники были отправлены в Советский Союз. Среди них были новейшие западные танки и один беспилотный самолёт. Впервые арабам удалось захватить израильское вооружение в больших количествах.
Для восполнения тяжёлых потерь США несколькими партиями до 24 октября поставили Израилю 48 F-4 и 30 A-4, позже в октябре были поставлены ещё 4 F-4.
Арабские страны
Армии арабской стороны потеряли в технике 368—447 самолётов и вертолётов, безвозвратно было потеряно 1274 танка (643 и 631 по фронтам) и 500 других бронемашин. Было выведено из строя 550 арабских крупнокалиберных орудий от 100-мм и выше. Было потоплено 10 малых боевых кораблей, 1 был захвачен и ещё 6 были повреждены. Потери в людях составили 8528 убитыми, 19 549—19 850 раненых и 8424—9370 пленных. По израильским заявлениям арабы потеряли 18 500 погибшими и 51 000 ранеными.
Потери высокопоставленных офицеров арабских стран: Египет — погибли бригадный генерал Шафик Матари Сидрак (3-я МБ), бригадный генерал Ахмад Хамди (инж. сл. 3-й армии), п-к Фатин Деяб, п-к Мохамед Тауфик Абу Шади (1-я ТБ), п-к Нуреддин Абдель-Азиз (3-я ТБ), п-к Хуссейн Ридван (116-я МБ), подполковник Ибрагим Зейдан; Сирия: погиб бригадный генерал Омар Абраш (7-я ПД) и другие.
Другие страны
Потери добровольцев, наёмников и иностранных военных советников участвовавших в войне не публиковались. Израильтяне заявляли, что на египетской стороне участвовали северокорейские пилоты; египтяне, в свою очередь, заявляли, что на израильской стороне участвовали американские пилоты.
Известно, что 13 октября на Голанских высотах погиб английский наёмник Роберт Коннор, воевавший на арабской стороне.
Во время израильских бомбардировок погиб норвежский наблюдатель ООН.
Израильским флотом было убито 2 гражданских грека и 5 было ранено.
Подробный список потерь в войне опубликовал только Советский Союз. Его потери составили 2 погибших военных советника, 1 пропавший без вести и несколько раненых. Также во время израильской бомбардировки советского Дома культуры в Дамаске была убита советская учительница, ветеран Великой Отечественной войны.
Из техники советская сторона потеряла один теплоход.
США в ходе конфликта от действий израильской авиации потеряли один транспортный корабль.
Согласно Д. Гавричу, немалые потери стороны понесли в послевоенных столкновениях, в ноябре 1973 — мае 1974 гг. Он привёл данные египетских источников о том, что к моменту полного окончания боевых действий на южном фронте были убиты 187 израильских солдат, подбиты 45 танков и 11 самолётов. При этом данных о потерях с египетской стороны он не привёл.

### Обмен пленными
На Голанском фронте обмен пленными начался 1 июня 1974 года, сразу после окончательного прекращения послевоенных столкновений. 6 июня обмен был завершён, самолётами «Красного Креста» из Сирии было возвращено на родину 56 израильтян в обмен на возвращение 382 арабских солдат: 367 сирийцев, 10 иракцев и 5 марокканцев.

### Применение новых видов вооружений
Впервые в истории новейшие виды управляемого вооружения массово применялись обеими сторонами (до этого подобное оружие обычно использовалось ограничено и зачастую только одной стороной). В их числе были противотанковые управляемые ракеты, зенитные управляемые ракеты, управляемые авиационные бомбы, противорадиолокационные ракеты и противокорабельные ракеты.
Хотя ПТУР «Малютка» и TOW сыграли важную роль в ходе войны, подавляющее большинство израильских и арабских танков было уничтожено огнём танков.

### Экономические
- Нефтяной кризис 1973 года («нефтяное эмбарго») — с 17 октября 1973.

Голда Меир в своих мемуарах писала:

В Лондоне был созван конгресс руководства Социалистического интернационала, и туда явились все.<…>

Поскольку я попросила о созыве этой встречи, я её и открыла. Я рассказала своим товарищам-социалистам, какова была ситуация, как нас захватили врасплох, как мы приняли желаемое за сущее, толкуя данные разведки, и как мы выиграли войну. Но в продолжение многих дней положение наше было очень опасным. «Я просто хочу понять, — сказала я, — в свете всего этого, что же такое сегодня социализм. Вот все вы тут. Вы не дали нам ни дюйма территории, чтобы мы могли заправить горючим самолёты, спасавшие нас от гибели». <…>

Когда я закончила, председатель спросил, не хочет ли кто-нибудь взять слово. Все молчали. И тут кто-то позади меня — я не хотела оглядываться, чтобы его не смущать, — сказал очень ясно: «Конечно, они не могут говорить. У них горло забито нефтью». Потом все-таки развернулась дискуссия, но фактически сказать уже было нечего. Всё было сказано тем человеком, лица которого я так и не увидела.
— 

### Политический кризис в Израиле
Через четыре месяца после окончания войны в Израиле начались антиправительственные акции протеста. Возглавил протест Моти Ашкенази, командир укреплённого пункта «Будапешт» — единственного укрепления на Синае, которое не было захвачено египтянами в начале войны. Недовольство правительством (и, в особенности, Моше Даяном) внутри страны было велико. Шимон Агранат, председатель верховного суда, был назначен главой комиссии по расследованию причин военных неудач в начале войны и неготовности к ней.
Первые выводы комиссии были опубликованы 2 апреля 1974 года. Шесть человек были признаны ответственными за неудачи:
- Начальника Генерального штаба АОИ Давида Элазара было рекомендовано отстранить от должности, после того как комиссия признала его «несущим личную ответственность за оценку ситуации и готовность армии к войне».
- Начальника военной разведки «Аман» генерала Эли Зейру и его заместителя генерала Арье Шалева было рекомендовано отстранить от должности.
- Подполковника Бандмана, начальника египетского отдела в военной разведке, и подполковника Гедалья, начальника разведки Южного округа, было рекомендовано убрать с должностей, связанных с разведкой.
- Шмуэля Гонена, бывшего командующего Южным фронтом, было рекомендовано отправить в запас. Позднее, после полной публикации отчёта комиссии Аграната, которая последовала 30 января 1975 года, генералу пришлось оставить армию, так как комиссия признала, что он «оказался неспособным адекватно выполнять свои служебные обязанности и во многом ответственен за опасную ситуацию, в которую попали наши войска».

Вместо того чтобы унять народное недовольство, отчёт только усилил его. Несмотря на то, что имена Голды Меир и Моше Даяна в отчёте не упоминались, и они были как бы очищены от обвинений, в народе всё громче раздавались требования отставки премьера, и особенно Моше Даяна.
В конце концов 11 апреля 1974 Голда Меир ушла в отставку. За ней последовал весь кабинет, включая Даяна, который в прошлом дважды просил об отставке и дважды получал отказ от Голды Меир. Новым главой правительства, сформированного в июне того же года, стал Ицхак Рабин, бывший во время войны неофициальным советником при Элазаре.